# قط مونتشكين

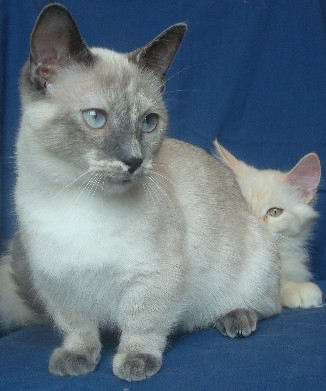

قط مونتشكين (بالإنجليزية: Munchkin)‏ يتميز هذا القط بأرجله القصيرة، التي تُشْبه أرجل كلب الداتشوند الألماني. وقد اكتسب هذه الصفة نتيجة لطفرة ذاتية سائدة في أحد العوامل الوراثية الموجودة على أحد الصبغيات (الكروموزومات) الجسمية. وأدت هذه الطفرة إلى قصر الأرجل، وانحناء خفيف في العظام الطويلة؛ بينما لم يتأثر العمود الفقري، الذي احتفظ بشكله ورونقه وليونة حركته مثل باقي سلالات القطط. وتجدر الإشارة إلى أن الأرجل القصيرة لهذا القط، لا تعوق حركته أو مقدرته على البقاء.
وقد تمكن العلماء من الحفاظ على هذه السلالة، باستخدام برامج التزاوج المدروسة بين القطط. ويوجد من هذه السلالة نوعان: نوع طويل الشعر وآخر قصير الشعر.